# ROCK&SOUL 2015 "FACT" 2015.12.13 at 東京国際フォーラム ホールA
ROCK&SOUL 2015 "FACT"2015.12.13 at東京国際フォーラム ホールA（ロックアンドソウル2015ファクト2015.12.13トウキョウコクサイフォーラムエー）は清木場俊介の映像作品である。2016年3月16日発売。

## 概要
2015年12月13日にアルバムを引っ提げてのホールライブROCK&SOUL 2015 "FACT"2015.12.13 at東京国際フォーラム ホールAが開催し、その白熱とした様子をDVD化した作品

## 収録曲

### DISC-1
1. Pride
2. 蜉蝣 ～カゲロウ
3. 悲しきRock'n Roll
4. Lenny Down
5. REAL
6. Shining
7. One and Only
8. 空に月と貴方と私
9. Memory
10. 君に出逢って
11. 君の幸せ
12. さよなら愛しい人よ…
13. JET
14. MY LIFE
15. 夜を塗り潰して
16. JACKROSE
17. Truth
18. Cry
19. ONE
20. 人生
21. 唄い人
22. 今。